# Прокажённая (фильм, 1976)
«Прокажённая» (пол. Trędowata) — художественный фильм Ежи Гофмана. Основан на одноимённом романе Хелены Мнишек.

## Сюжет
Действие фильма разворачивается в Польше начала XX века. Молодая и бедная дворянка Стефания Рудецкая учит девочку Люцию Эльзоновскую из очень знатной семьи. Стефания влюбляется в наследника майората Вальдемара Михоровского, внука хозяина поместья Мачея, с которым поначалу у Стефании складываются напряженные отношения. Много лет назад Мачей был влюблён в бабушку Стефании, с которой вынужден был расстаться из-за сословного неравенства. Вальдемар также влюбляется в Стефанию, но, в отличие от деда, бросает вызов высшему свету и объявляет Стефанию своей невестой. На балу в честь предстоящей свадьбы Вальдемара и Стефании представители высших кругов, втайне от Вальдемара, устраивают настоящую травлю Стефании. В шоковом состоянии она выбегает из замка под проливной дождь и после непродолжительной болезни умирает.

## Стихи
В фильме в одной из сцен главная героиня читает стихотворение Адама Мицкевича «К М...» (в фильме оно звучит в сильно изменённом варианте).

## В ролях
- Эльжбета Старостецкая — Стефания Рудецкая (советский дубляж — Ольга Гобзева)
- Лешек Телешиньский — Вальдемар Михоровский (советский дубляж — Евгений Жариков)
- Чеслав Воллейко — Мачей Михоровский, дед Вальдемара (советский дубляж — Сергей Курилов)
- Ядвига Бараньская — графиня Идалия Эльзоновская, тётя Вальдемара (советский дубляж — Серафима Холина)
- Ирена Малькевич — княгиня Подгорецкая, бабушка Вальдемара
- Мариуш Дмоховский — граф Барский, отец Мелании (советский дубляж — Николай Граббе)
- Анна Дымна — Мелания Барская, дочь графа Барского (советский дубляж — Алёна Чухрай)
- Габриела Ковнацкая — Рита Шелижанская
- Веслава Квасьневская — Визембергова
- Ханна Станкувна — графиня Чвилецкая
- Юзеф Пара — граф Чвилецкий
- Збигнев Юзефович — Рудецкий, отец Стефании (советский дубляж — Эдуард Изотов)
- Барбара Драпинская — мать Стефании Рудецкой
- Люцина Брусикевич — Люция Эльзановская

## Съёмочная группа
- Режиссёр: Ежи Гофман
- Сценарист: Станислав Дыгат
- Оператор: Станислав Лот
- Композитор: Войцех Киляр
- Художник: Ежи Шеский

## Интересные факты
- Фильм собрал 28,1 млн зрителей в кинопрокате СССР.
- В романе главной героине 20 лет, а главному герою, Вальдемару Михоровскому — 32. В фильме же, актрисе Эльжбете Старостецкой 33 года, а Лешику Телешиньскому 29 лет.
- Съёмки родового поместья Вальдемара Михировского «Глембовичи» проходили в знаменитом Ланьцутском замке.